# گریت بند (کانزاس)
گریت بند (به انگلیسی: Great Bend) شهری در ایالت کانزاس کشور ایالات متحده آمریکا است که جمعیت آن در سرشماری سال ۲۰۱۰ میلادی، ۱۵٬۹۹۵ نفر بوده‌است.